# Kahana ben Yosseph
Ne doit pas être confondu avec Cohen Tzedek ben Abimaï.
Kahana ben Yosseph, plus connu sous le titre de Cohen Tzedek de Poumbedita, est un rabbin babylonien du Xe siècle.
Directeur académique de la yeshiva de Poumbedita de 917 à 935, il aurait été, selon Nathan HaBavli, un personnage puissant et ambitieux, promoteur de son académie au détriment de sa grande rivale de Soura. Cependant, Nathan, apparemment issu lui-même de Soura, pourrait avoir exagéré son importance réelle.

## Cohen Tzedeḳ selon le récit de Nathan HaBavli
Immédiatement après sa nomination, le Gaon prit des mesures pour changer le système existant dans la division des revenus entre les académies de Soura et Poumbedita. Soura, fondée par Rav, prenait deux tiers du revenu total, tandis que Poumbedita n'avait droit qu'à un tiers. Cohen Tzedeḳ s'opposa à cette division, arguant que Poumbedita était à cette époque la plus influente, et avait un plus grand nombre d'étudiants, ce qui augmentait ses dépenses par rapport à Soura. La controverse fut réglée en faveur de Cohen Tzedeḳ, et les deux écoles touchèrent une part égale des revenus.
Cohen Tzedeḳ parvint également à protéger les intérêts de Poumbedita contre les plans de l'exilarque Mar'Uḳba : il avait été jusque-là coutume d'assigner les revenus de Khorassan à Poumbedita, à laquelle il incombait en retour de pourvoir les communautés juives de cette province en officiers. Mar 'Uḳba, déjà impopulaire, tenta de s'octroyer les revenus pour lui-même, ce qui lui couta sa place, car Cohen tzedeḳ fit appel à ses amis influents, Neṭira, ses fils, et Joseph ben Pinḥas son beau-fils qui convainquirent le califat de Bagdad de bannir Mar 'Uḳba à Kermanshah. Mar 'Uḳba parvint à gagner la faveur du calife avec ses talents poétiques, mais la forte opposition contre lui causa un second bannissement.
Le poste d'exilarque fut vacant pendant cinq ans, après quoi la question de la succession à Mar 'Uḳba fut envisagée. Son neveu, David ben Zakkaï, semblait généralement acceptable, mais bien que le collège entier le reconnût comme exilarque, Cohen Tzedeḳ le refusa, sous prétexte qu'il était de la famille de Mar 'Uḳba. David ben Zakkaï déposa donc Cohen Tzedeḳ, nommant à sa place un certain Mevasser b. Ḳimoï, en 918. Cependant, une partie du collège de Poumbedita demeura, bien que non majoritaire, fidèle à l'ancien directeur. Le conflit entre gaon et exilarque fut résolu par le vieux Nissim Naharwani, qui se rendit chez le premier de nuit, et l'adjura de se réconcilier avec l'exilarque, qui le reconnut à son tour comme gaon en fait et en droit.

## Cohen Tzedeḳ selon l'épître de Sherira
Si Grätz et Weiss suivent cette version, la Lettre de Sherira Gaon, lui-même Gaon de Poumbedita, suivie par Ibn Dawd, livre une histoire très différente, contredisant sur de nombreux points les comptes-rendus d'autres autorités, notamment quant à la durée de la carrière publique de Cohen Tzedeḳ. Selon Sherira Gaon, Mevasser ben Kimoï fut le premier à être élevé au gaonat. Après la mort en 917 de Yehoudaï bar Samuel, gaon de Poumbedita, le collège choisit Rav Mevasser comme son successeur. Cependant, l'exilarque David ben Zakkaï refuse d'entériner ce choix, désignant en lieu et place Cohen Tzedeḳ. Un conflit s'ensuit conséquemment entre Ben Zakkaï et Rav Mevasser, soutenu par ses disciples, la réconciliation n'ayant lieu qu'en 922. Après la mort de Mevasser Gaon, en 926, ses élèves acceptent Cohen Tzedeḳ à leur tête, jusqu'à sa mort en 935.
La version de Sherira semble accréditée par plusieurs éléments:
- en 930, un conflit majeur oppose Saadia Gaon avec Ben Zakkaï, qui l'a pourtant fait élire gaon contre l'avis de tous six ans plus tôt. Celle-ci a sa cause dans une affaire d'héritage, où Saadia s'oppose à l'exilarque, pourtant soutenu par Cohen Tzedeḳ. Ce fait concorderait bien avec le récit de Sherira qui fait de Cohen Tzedeḳ un personnage dont l'importance dépend du bon vouloir de Ben Zakkaï, et non pas un personnage indépendant comme semble le suggérer Nathan HaBavli. 
De plus, selon J. Halevy, qui parle en se basant sur la lettre de Sherira, la dispute entre Mar'Uḳba et le Cohen Tzedeḳ dont parle Nathan HaBavli ne se serait pas produite avec ce Cohen Tzedeḳ, mais avec un Gaon antérieur de Soura, Cohen Tzedek ben Abimaï (en 845).
- dans la correspondance d'Aaron ben Meïr, exhumée de la Gueniza du Caire, celui-ci ressent avec amertume la défection de Mevasser, laquelle serait vraisemblablement survenue après que David ben Zakkaï l'ait reconnu et confirmé dans sa position de gaon.

## Œuvre
Aucun enseignement ni responsa de Mar Cohen Tzedek n'ont été préservés.